# Auguste Dussourd
Auguste Dussourd (* 10. Februar 1996 in Nogent-sur-Marne) ist ein französischer Squashspieler.

## Karriere
Auguste Dussourd begann seine Karriere im Jahr 2013 und gewann bislang 13 Titel auf der PSA World Tour. Seine höchste Platzierung in der Weltrangliste erreichte er mit Rang 21 am 14. August 2023. 2017 qualifizierte er sich erstmals für das Hauptfeld der Weltmeisterschaft. Mit der französischen Nationalmannschaft gelang ihm 2023 und 2024 der Finaleinzug bei den Europameisterschaften. Im selben Jahr erreichte er auch im Einzel das Finale, das er gegen Victor Crouin verlor. Außerdem gehörte er zum französischen Kader bei der Weltmeisterschaft.

## Erfolge
- Vizeeuropameister: 2023
- Vizeeuropameister mit der Mannschaft: 2023, 2024, 2025
- Gewonnene PSA-Titel: 13